# Fridrich Anhaltsko-Desavský

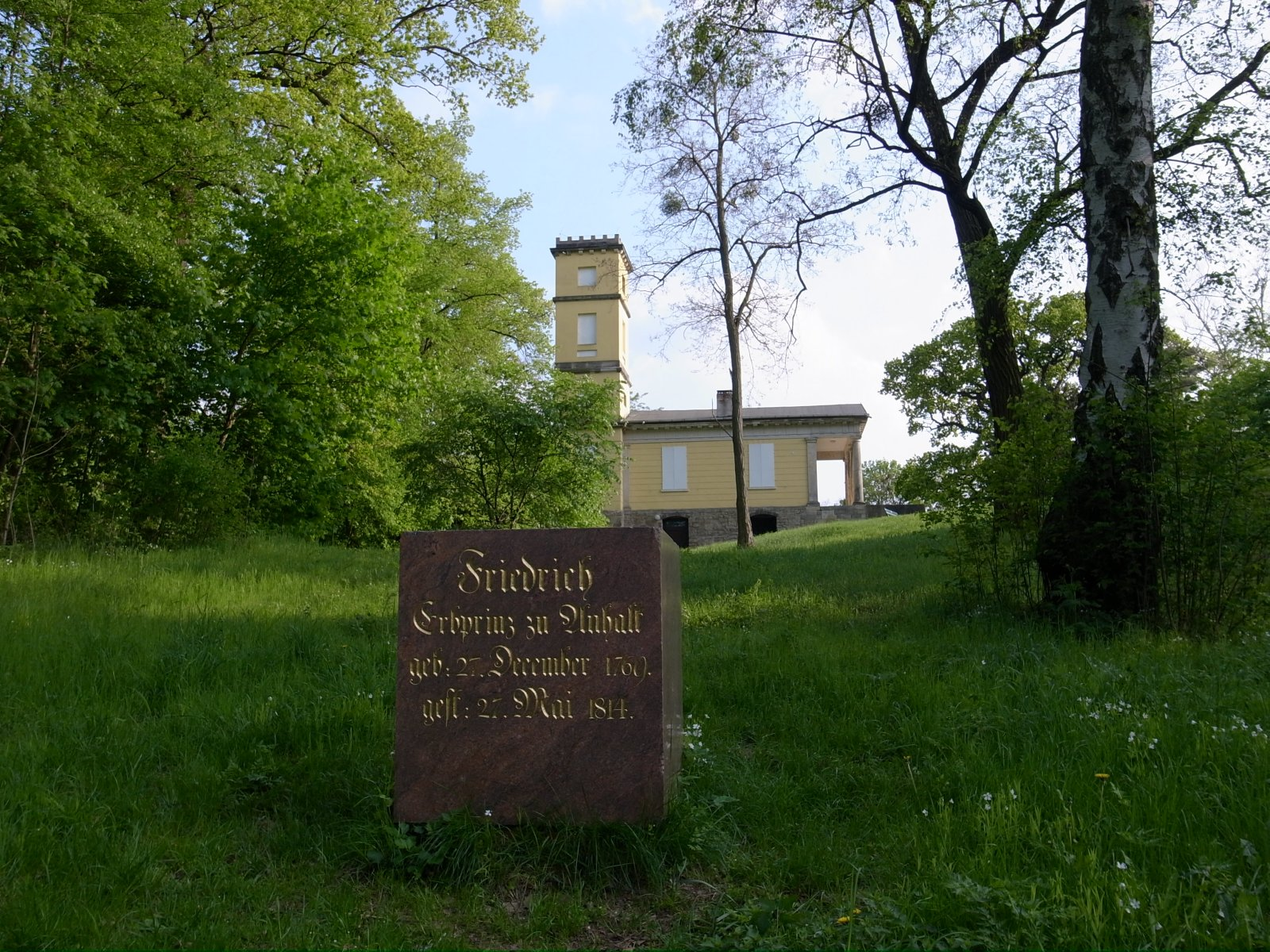
Pamětní deska věnovaná Fridrichovi

Fridrich Anhaltsko-Desavský (27. prosince 1769, Dessau – 27. května 1814, tamtéž) byl princ askánský a dědičný vévoda Anhaltska-Desavska. Byl jediným přeživším dítětem Leopolda III. Anhaltsko-Desavského a jeho manželky Luisy Braniborsko-Schwedtské, jejich první dítě, dcera, zemřela již po narození.

## Život
Fridrich Anhaltsko-Desavský se narodil 27. prosince 1769 v Dessau rodičům Leopoldovi III. a jeho manželky Luisy. Byl Luisiným jediným přeživším dítětem, avšak Leopold měl více než devět nelegitimních potomků. Ve Fridrichově rodokmenu bychom našli takové osobnosti, jako byli například Henrietta Kateřina Oranžská nebo její otec Frederik Hendrik Oranžský.
V roce 1786 nastoupil Fridrich do pruské armády, kde později získal hodnost Generalfeldmarschall, jednu z nejvyšších hodností, jaké bylo možno dosáhnout. Dne 12. června 1792 se Fridrich oženil s lankraběnkou Amálií Hesensko-Homburskou (1774-1846), dcerou Fridricha V. Hesensko-Homburského. Fridrich a Amálie měli sedm dětí:
- Amálie Augusta (18. srpna 1793 – 12. června 1854), ⚭ 1816 Fridrich Günther Schwarzbursko-Rudolstadtský (6. listopadu 1793 – 28. června 1867)
- Leopold IV. Fridrich (1. října 1794 – 22. května 1871), vévoda Anhaltska-Desavska a od roku 1863 vévoda celého Anhaltska (1794-1871), ⚭ 1818 Bedřiška Vilemína Pruská (30. září 1796 – 1. ledna 1850)
- Jiří Bernard (21. února 1796 – 16. října 1865),
⚭ 1825 Karolína Scharzbursko-Rudolstadtská (1804–1829)
⚭ 1831 Therese Emma von Erdmannsdorf (1807–1848)
- Pavel Kristián (22. března 1797 – 4. května 1797)
- Luisa Bedřiška (1. března 1798 – 11. června 1858), od narození hluchoněmá, ⚭ 1818 Gustav Hesensko-Homburský (17. února 1781 – 8. září 1848)
- Fridrich Augustus (23. září 1799 – 4. prosince 1864), ⚭ 1832 Marie Hesensko-Kasselská (9. května 1814 – 28. července 1895)
- Vilém Waldemar (29. května 1807 – 8. října 1864), ⚭ 1840 Emilie Klausnitzer (30. ledna 1812 – 28. března 1888), morganatické manželství

Byl držitelem Řádu černé orlice a v roce 1805 nechal vytvořit Kühnauerský park. Po smrti matky získal několik měst (Stolzenber), Wormsfelde, Zantoch) a rozšířil jimi tak Anhaltsko-Desavsko. O jeho životě se příliš neví a to především proto, že se nikdy nestal oficiálním vévodou Anhaltska-Desavska; zemřel tři roky před otcem Leopoldem, ještě než mohl začít vládnout. Kdyby tedy Fridrich neměl žádné potomky, prakticky by po meči vymřela celá dynastie Anhaltsko-Desavských. On ale měl syna, Leopolda IV., a ten byl jmenován vévodou po Leopoldově smrti. Sám Fridrich zemřel již ve věku 44 let dne 27. května 1814 z neznámé příčiny.
Skladba Des kleinen Friedrichs Geburtstag od Wolfganga Amadea Mozarta byla textem básníka Johanna Eberharda Driedricha Schalla a měla připomínat deváté narozeniny dědičného vévody Fridricha Anhaltsko-Desavského. Není známé, proč si Mozart vybral právě tento text a uvedl ho v Praze roku 1787.

## Vývod z předků
|                             |                                         |  |                               |                                                              |  |  |  |  |  |  |  | Jan Jiří II. Anhaltsko-Desavský |
|                             |                                         |  |                               |                                                              |  |  |  |  |  |  |  |                                 |
|                             | Leopold I. Anhaltsko-Desavský           |  |                               |                                                              |  |  |  |  |  |  |  |                                 |
|                             |                                         |  |                               |                                                              |  |  |  |  |  |  |  |                                 |
|                             |                                         |  |                               | Henrietta Kateřina Oranžská                                  |  |  |  |  |  |  |  |                                 |
|                             |                                         |  |                               |                                                              |  |  |  |  |  |  |  |                                 |
|                             | Leopold II. Maxmilián                   |  |                               |                                                              |  |  |  |  |  |  |  |                                 |
|                             |                                         |  |                               |                                                              |  |  |  |  |  |  |  |                                 |
|                             |                                         |  |                               | Rudolf Föhse                                                 |  |  |  |  |  |  |  |                                 |
|                             |                                         |  |                               |                                                              |  |  |  |  |  |  |  |                                 |
|                             | Anna Luisa Föhsová                      |  |                               |                                                              |  |  |  |  |  |  |  |                                 |
|                             |                                         |  |                               |                                                              |  |  |  |  |  |  |  |                                 |
|                             |                                         |  |                               | Agnes Ohme                                                   |  |  |  |  |  |  |  |                                 |
|                             |                                         |  |                               |                                                              |  |  |  |  |  |  |  |                                 |
|                             | Leopold III. Anhaltsko-Desavský         |  |                               |                                                              |  |  |  |  |  |  |  |                                 |
|                             |                                         |  |                               |                                                              |  |  |  |  |  |  |  |                                 |
|                             |                                         |  |                               | Emmanuel Lebrecht Anhaltsko-Köthenský                        |  |  |  |  |  |  |  |                                 |
|                             |                                         |  |                               |                                                              |  |  |  |  |  |  |  |                                 |
|                             | Leopold Anhaltsko-Köthenský             |  |                               |                                                              |  |  |  |  |  |  |  |                                 |
|                             |                                         |  |                               |                                                              |  |  |  |  |  |  |  |                                 |
|                             |                                         |  |                               | Gisela Agnesa z Rathu                                        |  |  |  |  |  |  |  |                                 |
|                             |                                         |  |                               |                                                              |  |  |  |  |  |  |  |                                 |
|                             | Gisela Anežka Anhaltsko-Köthenská       |  |                               |                                                              |  |  |  |  |  |  |  |                                 |
|                             |                                         |  |                               |                                                              |  |  |  |  |  |  |  |                                 |
|                             |                                         |  |                               | Karel Fridrich Anhaltsko-Bernburský                          |  |  |  |  |  |  |  |                                 |
|                             |                                         |  |                               |                                                              |  |  |  |  |  |  |  |                                 |
|                             | Bedřiška Henrietta Anhaltsko-Bernburská |  |                               |                                                              |  |  |  |  |  |  |  |                                 |
|                             |                                         |  |                               |                                                              |  |  |  |  |  |  |  |                                 |
|                             |                                         |  |                               | Žofie Albertina zo Solms-Sonnenwalde                         |  |  |  |  |  |  |  |                                 |
|                             |                                         |  |                               |                                                              |  |  |  |  |  |  |  |                                 |
| Fridrich Anhaltsko-Desavský |                                         |  |                               |                                                              |  |  |  |  |  |  |  |                                 |
|                             |                                         |  |                               |                                                              |  |  |  |  |  |  |  |                                 |
|                             |                                         |  | Fridrich Vilém I. Braniborský |                                                              |  |  |  |  |  |  |  |                                 |
|                             |                                         |  |                               |                                                              |  |  |  |  |  |  |  |                                 |
|                             | Filip Vilém Braniborsko-Schwedtský      |  |                               |                                                              |  |  |  |  |  |  |  |                                 |
|                             |                                         |  |                               |                                                              |  |  |  |  |  |  |  |                                 |
|                             |                                         |  |                               | Žofie Dorotea Šlesvicko-Holštýnsko-Sonderbursko-Glücksburská |  |  |  |  |  |  |  |                                 |
|                             |                                         |  |                               |                                                              |  |  |  |  |  |  |  |                                 |
|                             | Bedřich Jindřich Braniborsko-Schwedtský |  |                               |                                                              |  |  |  |  |  |  |  |                                 |
|                             |                                         |  |                               |                                                              |  |  |  |  |  |  |  |                                 |
|                             |                                         |  |                               | Jan Jiří II. Anhaltsko-Desavský                              |  |  |  |  |  |  |  |                                 |
|                             |                                         |  |                               |                                                              |  |  |  |  |  |  |  |                                 |
|                             | Jana Šarlota Anhaltsko-Desavská         |  |                               |                                                              |  |  |  |  |  |  |  |                                 |
|                             |                                         |  |                               |                                                              |  |  |  |  |  |  |  |                                 |
|                             |                                         |  |                               | Henrietta Kateřina Oranžská                                  |  |  |  |  |  |  |  |                                 |
|                             |                                         |  |                               |                                                              |  |  |  |  |  |  |  |                                 |
|                             | Luisa Braniborsko-Schwedtská            |  |                               |                                                              |  |  |  |  |  |  |  |                                 |
|                             |                                         |  |                               |                                                              |  |  |  |  |  |  |  |                                 |
|                             |                                         |  |                               | Jan Jiří II. Anhaltsko-Desavský                              |  |  |  |  |  |  |  |                                 |
|                             |                                         |  |                               |                                                              |  |  |  |  |  |  |  |                                 |
|                             | Leopold I. Anhaltsko-Desavský           |  |                               |                                                              |  |  |  |  |  |  |  |                                 |
|                             |                                         |  |                               |                                                              |  |  |  |  |  |  |  |                                 |
|                             |                                         |  |                               | Henrietta Kateřina Oranžská                                  |  |  |  |  |  |  |  |                                 |
|                             |                                         |  |                               |                                                              |  |  |  |  |  |  |  |                                 |
|                             | Leopoldina Marie Anhaltsko-Desavská     |  |                               |                                                              |  |  |  |  |  |  |  |                                 |
|                             |                                         |  |                               |                                                              |  |  |  |  |  |  |  |                                 |
|                             |                                         |  |                               | Rudolf Föhse                                                 |  |  |  |  |  |  |  |                                 |
|                             |                                         |  |                               |                                                              |  |  |  |  |  |  |  |                                 |
|                             | Anna Luisa Föhsová                      |  |                               |                                                              |  |  |  |  |  |  |  |                                 |
|                             |                                         |  |                               |                                                              |  |  |  |  |  |  |  |                                 |
|                             |                                         |  |                               | Agnes Ohme                                                   |  |  |  |  |  |  |  |                                 |
|                             |                                         |  |                               |                                                              |  |  |  |  |  |  |  |                                 |